# クサノプチコン
ライアン・フリードリック（Ryan Friedrich、1980年7月14日 - ）は、アメリカ合衆国ペンシルベニア州ピッツバーグ出身のエレクトロニック・ミュージシャン。クサノプチコン（Xanopticon）の渾名でよく知られる。ブレイクコア界屈指の音楽製作家であり、国際ツアーを行っているほか、Hymen Records、Mirex、Cock Rock Disco、Entity、Tigerbeat6といったエレクトロニック・ミュージック・レーベルからCDをリリースしている。彼のライブ・パフォーマンスはその強烈さと細部まで注意が行き届いたサウンドで有名であり、ジャーナリストからは「ブレイクの波濤」との形容を受けている。音楽的特徴としては、半狂乱のIDMともポスト・ドリルンベース（drill & bass）とも言える楽風がメインであるが、旋律的環境音楽的要素も僅かながら含まれている。そのサウンドの重さは、しばしばヴェネチアン・スネアズ、ファニー、アトムヘッドなどの音楽と対比される。
クサノプチコンが音楽製作の際に用いているソフトウェアに関して、情報は少ない。しかし、アルバム『Liminal Space』のレコーディングに「FL Studio 4」を使用していたと言われている。この情報に関して信用に足る裏付けはないが、ある動画にて彼がライブ・パフォーマンスで実際にFL Studioを使用している所が撮影されているため、FL Studio 4を使用したという件について少なくともある程度は確からしいことが判っている。

## ディスコグラフィ

### アルバム
- 2001: Novus Ordo Seculorum with Eiterherd (Peace Off)
- 2003: Liminal Space (Hymen Records)

### EP
- 2002: Azif (Mirex)
- 2003: Même Mage (Mutant Sniper)
- 2006: Psicicite (Hymen Records)
- 2007: Alembic (Thac0 Records)
- 2007: The Silver Key EP (Zhark International)

### シングル
- 2002: $ Vol. 10 with Kid606 (Tigerbeat6)